# Ronny Marcos
Ronny Marcos (Oldenburg in Holstein, 1º ottobre 1993) è un calciatore tedesco naturalizzato mozambicano, difensore del Kickers Offenbach e della nazionale mozambicana.

## Caratteristiche tecniche
Gioca come terzino sinistro, ma può essere schierato come difensore centrale o esterno di centrocampo.